# Егиј (Горња Лоара)
Егиј (фр. Aiguilhe) насеље је и општина у централној Француској у региону Оверња, у департману Горња Лоара која припада префектури Пиј ан Веле.
По подацима из 2011. године у општини је живело 1577 становника, а густина насељености је износила 1433,64 становника/km². Општина се простире на површини од 1,1 km². Налази се на средњој надморској висини од 650 метара (максималној 751 m, а минималној 609 m).

## Демографија
| 1962. | 1968. | 1975. | 1982. | 1990. | 1999. | 2011. |
| ----- | ----- | ----- | ----- | ----- | ----- | ----- |
| 1.016 | 1.137 | 1.304 | 1.376 | 1.452 | 1.555 | 1.577 |

График промене броја становника у току последњих година